# Breite Straße (Tallinn)

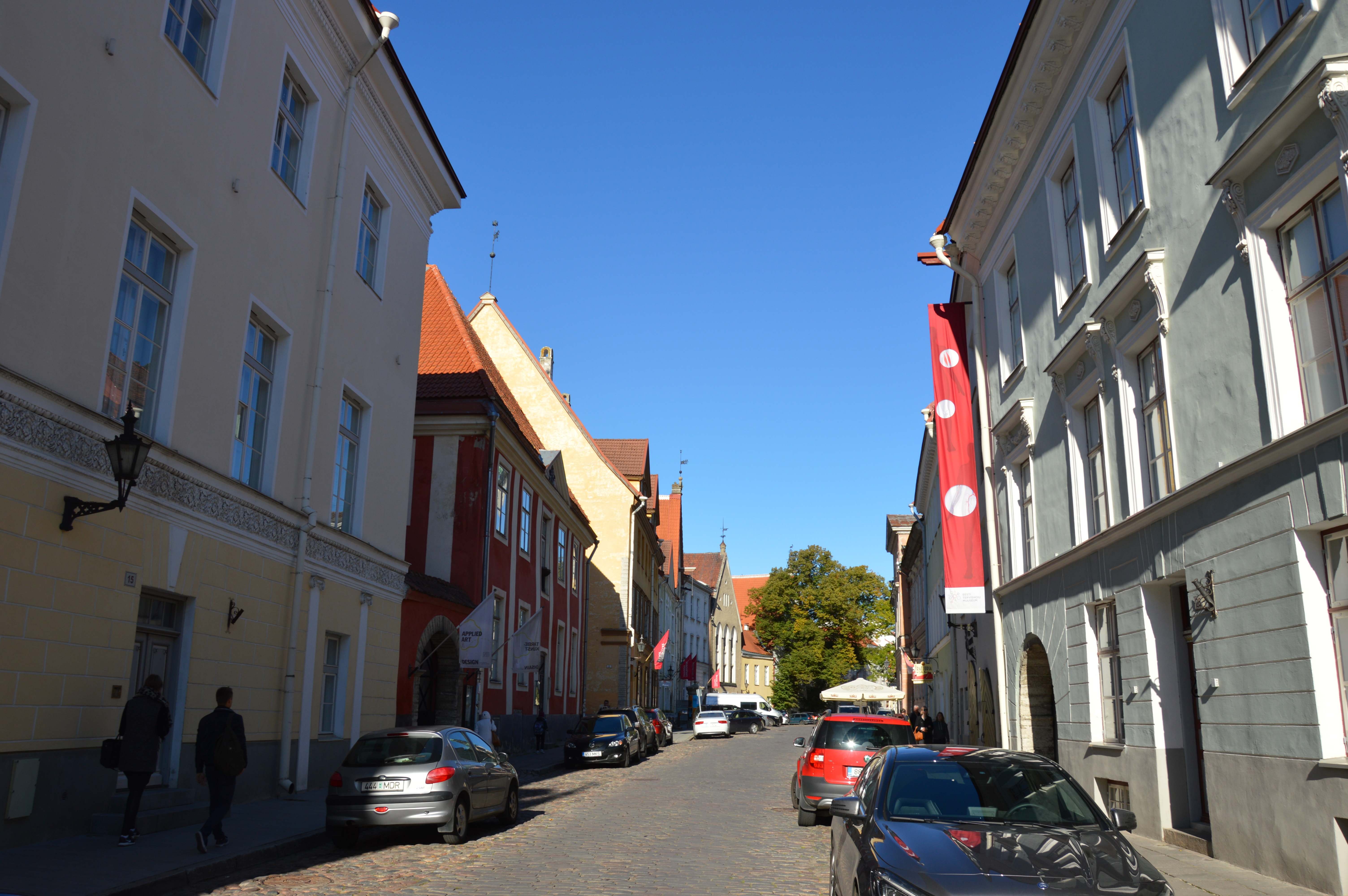
Breite Straße

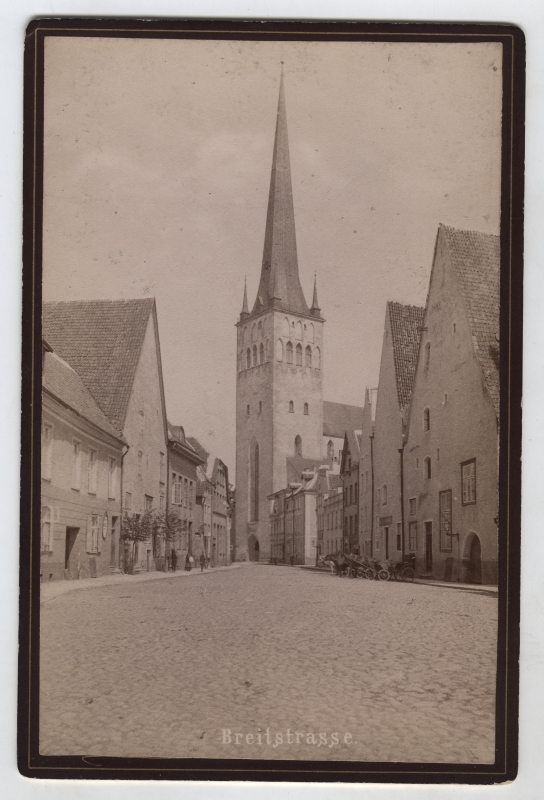
Blick auf die Olaikirche von Süden, um 1885

Die Breite Straße (estnisch Lai tänav) ist eine Straße in der estnischen Hauptstadt Tallinn (deutsch Reval).

## Verlauf
Sie verläuft von Norden nach Süden weitgehend parallel zur Langstraße (estnisch: Pikk), westlich von dieser durch die Altstadt von Reval.
Im Norden beginnt sie an der Langstraße unmittelbar an der Großen Strandpforte und verläuft ein Stück nach Westen parallel zur Revaler Stadtbefestigung, um dann nach Südwesten abzubiegen. Hier mündet die Laboratoriumstraße (Laboratooriumi tänav) von Westen kommend ein. Die Breite Straße mündet dann im Süden letztlich in die Süsternstraße (Nunne).

## Geschichte und Gebäude
Der Name der Straße nimmt Bezug auf ihre, im Verhältnis zu den anderen Straßen und Gassen der Revaler Altstadt, verhältnismäßig große Breite.
Im nördlichen Teil der Straße, an der Einmündung der Laboratoriumstraße, befindet sich die Pferdemühle. Besonders markant ist die nur wenig weiter südlich stehende Olaikirche. In der Breiten Straße befinden sich mehrere historische Kaufmannshäuser, so die Drei Brüder (Hausnummer 38/40). Bemerkenswert ist auch das Hueck´sche Haus (Nummer 29) in dem 1711 Zar Peter der Große zu Besuch gewesen sein und die vor dem Haus stehende Linde gepflanzt haben soll. Neben dem Gebäude ist das Estnische Naturmuseum ansässig.
An der Hausnummer 23 befindet sich das Tallinner Stadttheater. Das Menschikow-Haus, das in der Vergangenheit einem russischen Gouverneur gehörte, steht an der Hausnummer 17.
In der Breiten Straße sind diverse Museen ansässig. Neben dem Naturmuseum gibt es das Estnische Museum für angewandte Kunst und Design (Hausnummer 17), das Estnische Museum für Gesundheitswesen (Hausnummer 30) und am südlichen Ende der Straße das Museum des Estnischen Puppentheaters.
Am Südende der Straße befindet sich unterhalb des Dombergs die Parkanlage Rehgarten, in der eine vom Bildhauer Jaan Koort geschaffene Skulptur eines Rehs steht.